# Шотландци
Шотландците са народ, основно население на Шотландия, където са съсредоточени 1/5 от шотландците. Най-много са в САЩ – 9 209 813 души (2000).